# Chińskie Tajpej na Zimowych Igrzyskach Olimpijskich 1998
Chińskie Tajpej na Zimowych Igrzyskach Olimpijskich 1998 reprezentowało 7 zawodników. Był to piąty start tego państwa jako Chińskie Tajpej, a ogólnie siódmy na zimowych igrzyskach olimpijskich, gdyż wcześniej zawodnicy z tego państwa występowali jako reprezentanci Tajwanu.

## Dyscypliny

### Bobsleje

#### Mężczyźni
- Sun Kuang-ming, Cheng Jin-shan
  - dwójka mężczyzn - 34. miejsce

- Sun Kuang-ming, Duh Maw-sheng, Chang Mau-san, Cheng Jin-shan
  - czwórka mężczyzn - 26. miejsce

### Łyżwiarstwo figurowe

#### Mężczyźni
- David Liu
  - program solistów - 27. miejsce

### Saneczkarstwo

#### Mężczyźni
- Hsieh Hsiang-chun
  - jedynki mężczyzn - 30. miejsce

#### Kobiety
- Lee Yi-fang
  - jedynki kobiet - 29. miejsce